# القاسمية (ريف دمشق)
بلدة القاسمية بلدة سورية تابعة لمدينة دوما التابعة بدورها لمحافظة ريف دمشق، ترتفع 616م عن سطح البحر تقع شرقي بلدة النشابية.
تحدها القرى والبلدات التالية: النشابية - الجربا - غريفة - الزمانية. 